# Geologie der Niederrheinischen Bucht

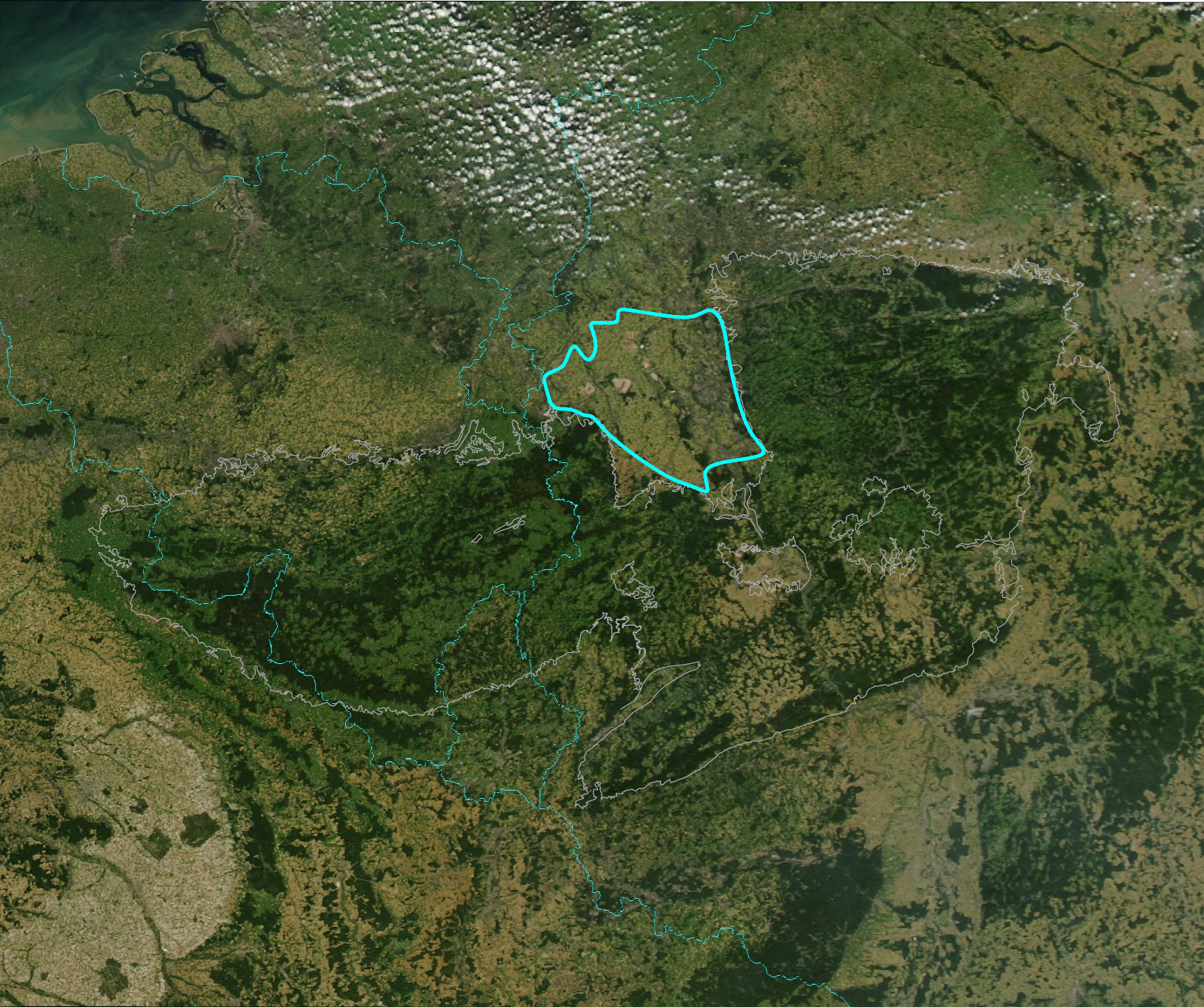
Die Niederrheinische Bucht im Satellitenbild

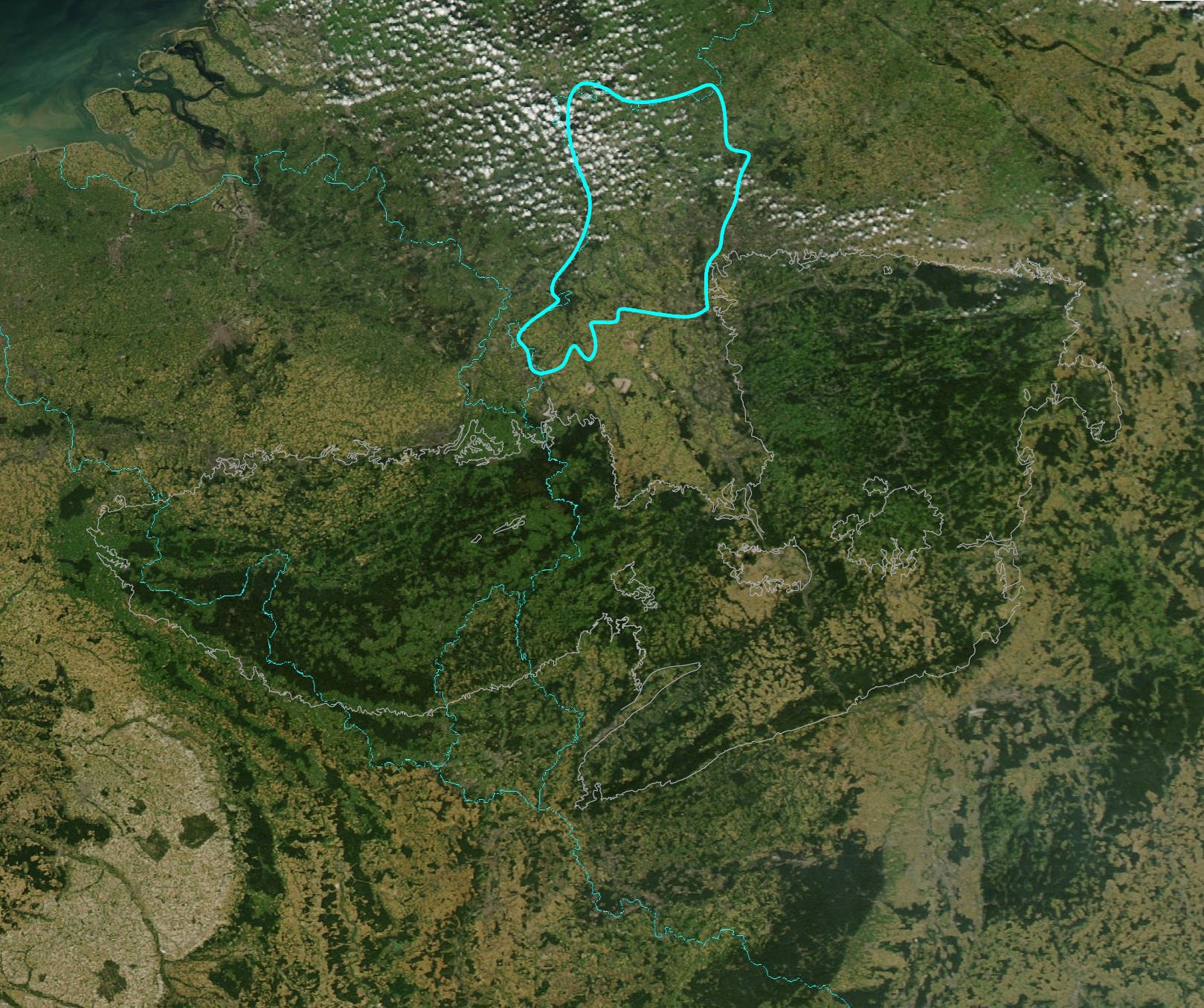
Das Niederrheinische Tiefland im Satellitenbild

Die Niederrheinische Bucht ist ein geologisches Senkungsgebiet im Westen Deutschlands. Seine Bildung begann vor etwa 30 Mio. Jahren. In seinem Zentrum lagerten sich seitdem mehr als 1000 m Sedimente ab. Die geologische Struktur Niederrheinische Bucht liegt zwischen den Städten Aachen, Roermond, Wesel und Bonn und umfasst die beiden naturräumlichen Großeinheiten Niederrheinische Bucht und Niederrheinisches Tiefland. Von großer wirtschaftlicher Bedeutung sind vor allem die mächtigen, in ausgedehnten Tagebauen abgebauten Braunkohlen und der heute weitgehend zum Erliegen gekommene Steinkohlebergbau.
Die Niederrheinische Bucht entstand durch das allmähliche Zerbrechen und Einsinken des Untergrunds an Störungen. Sie ist ein Teil des Mitteleuropäischen Grabensystems und setzt sich über den Niederrheinischen Graben in das Niederländische Senkungsgebiet fort. Heute noch zeigen Erdbeben an, dass die tektonische Senkung nicht zum Stillstand gekommen ist.

## Geologische Struktur
Die Niederrheinische Bucht wird durch Bruchstörungen gegliedert, die fast alle von Nordwesten nach Südosten verlaufen. Der Absenkungsbetrag an den Störungen nimmt in Richtung auf das Rheinische Schiefergebirge ab. Die Bruchstörungen fallen im Südwesten meist nach Nordosten ein, einige der großen Störungen wie die Ostrandstörung des Rurgrabens (Peel-Störung) und der Erftsprung besitzen ein entgegengesetztes Einfallen nach Südwesten. Im Südosten teilt der Erftsprung die Bucht in die „Kölner Scholle“ und die „Erftscholle“. Im Nordosten liegt die „Krefelder Scholle“, die durch die Venloer Scholle von der „Rur-Scholle“ mit dem Rurgraben im Südwesten getrennt ist.
Im Querschnitt ist die Füllung der Niederrheinischen Bucht asymmetrisch und im Westen von keilförmiger Gestalt. An den großen Störungen des Erftsprungs und der Rurrand-Verwerfung ist der vor-tertiäre Untergrund am tiefsten abgesunken; die Grabenfüllung erreicht eine Mächtigkeit von über 1.000 m. Östlich der Ville liegt die Grabenfüllung flach und ist weniger mächtig; die östlichen Randstörungen zum Rheinischen Schiefergebirge sind wenig bedeutend.
Die größeren Störungen waren für den Stein- und Braunkohlebergbau von entscheidender Bedeutung, da sie die abgebauten Flöze abschnitten. Viele von ihnen erhielten Namen, die auf den Bergbau zurückgehen, so etwa der Feldbiss, die Peel-Störung und der Viersener Sprung. An den Rändern zum Schiefergebirge sind viele Störungen als Bodenwellen oder langgezogene Erhebungen sichtbar. Im Innern der Niederrheinischen Bucht bestimmen die großen Bruchstörungen die Landschaft. Ein Beispiel dafür ist der Höhenzug der Ville, der westlich von Bonn und Köln an einer gut sichtbaren Bruchlinie zum Swisttal und zur Erft abfällt.

## Geologische Entwicklung in den letzten 280Mio. Jahren
Nach der Variszischen Gebirgsbildung, bei der Mitteleuropa entstand, wurde der Untergrund durch Bruchschollentektonik zerlegt. Im Norden des Rheinischen Schiefergebirges sank das Norddeutsche Tiefland langsam ein, während an Querstörungen Grabenbrüche entstanden. Die Querstörungen der Niederrheinischen Bucht bildeten sich wahrscheinlich entlang älterer Strukturen, die schon im Mitteldevon des Rheinischen Schiefergebirges eine Rolle gespielt haben.
Vor allem im Tertiär und Quartär lagerten sich in der Niederrheinischen Bucht bis zu 1500 m Sediment ab. Entscheidend für die Absenkung waren vor allem zwei Faktoren: die epirogene, etwa seit der Oberkreide erfolgende Hebung des Rheinischen Schiefergebirges und die gleichzeitige bruchtektonische Einsenkung der Niederrheinischen Bucht.

### Perm
Mit dem Ende der variszischen Gebirgsbildung (asturische Phase im Grenzbereich von Oberkarbon (Stefanium) und Perm vor etwa 300 Mio. Jahren) war das vorher auf verschiedene, zeitweise weit auseinander liegende Krustenblöcke verteilte Mitteleuropa an den Superkontinent Pangaea angegliedert worden und lag an der Nordseite des Tethys-Ozeans. Die Niederrheinische Bucht gehörte zum mitteleuropäischen Festland, wo das variszische Gebirge bereits wieder zu einem Gebirgsrumpf abgetragen wurde. Heftige Niederschläge in einem wüstenhaften, semiariden Klima spülten im Oberrotliegenden den Verwitterungsschutt des Gebirges zu Fanglomeraten zusammen. Sie lagern diskordant auf Oberkarbon und finden sich heute in der nördlichen Niederrheinischen Bucht in isolierten Vorkommen. Gehäuft treten die Fanglomerate im Dinslakener Graben auf, einer spätvariszischen Tiefscholle. Im Zechstein führten Senkungen am Niederrhein zu einem Vordringen des Zechsteinmeeres aus dem Nordseeraum über die bereits im Oberkarbon angelegte Ems-Senke nach Süden. Im Zechstein 1 (Werra-Serie) entstand im Gebiet der Niederrheinischen Bucht eine große Salzpfanne am Rand des immer wieder trocken fallenden, flachen Meeres. Das Zentrum dieser Salzpfanne lag im Raum Wesel-Xanten.

### Trias
In der Trias setzte sich die Absenkung der Niederrheinischen Bucht fort. Ab dem Mittleren Buntsandstein war erstmals seit dem Oberkarbon (Westfal D vor etwa 305 Mio. Jahren) der Südrand der Niederrheinischen Bucht wieder Sedimentationsraum für klastische und chemische Sedimente.
Am Eifelrand zwischen Düren und Mechernich brach südwärts eine schmale Senkungszone ein, die „Eifler Nord-Süd-Zone“. Von ihrem Nordende am so genannten „Mechernicher Triasdreieck“ reichte sie über die Trierer Bucht bis nach Lothringen.
Im Mittleren Buntsandstein füllte sich die Bruchzone mit 150 m an groben Schottern, Konglomeraten und fluviatilen Sanden. Im Oberen Buntsandstein wurden feinkörnigere Sedimente (Feinsande bis Tone) abgelagert. Aus ihrer Feinkörnigkeit ist ein Nachlassen der Hebung des Rheinischen Schiefergebirges und eine abgeschwächte Absenkung des Sedimentbeckens abzuleiten.
Die Oberfläche der Niederrheinischen Bucht war zu dieser Zeit eine weite Ebene und verfügte über ein ausgeglichenes Relief. Im unteren Muschelkalk wurde sie aus nördlicher Richtung von einem Flachmeer überflutet, das bis zum Südrand der Bucht vordrang. Nach einer Regression des Meeres im mittleren Muschelkalk führte im oberen Muschelkalk ein zweiter Meeresvorstoß von Norden bis in den Raum Mönchengladbach zur Bildung von 40 – 50 m mächtigen Kalk- und Dolomitsteinen. Südlich davon entstanden in einer Küstenfazies bis zu 30 m glaukonitische, sandig-mergelige Dolomite. Der Keuper war geprägt von einem Meeresrückzug nach Norden. Eine dritte Transgression setzte im oberen Keuper (Rhät) ein und überflutete mit Ausnahme des Bonner Raumes allmählich die gesamte Niederrheinische Bucht und die Eifeler Nord-Süd-Zone.

### Jura
Im Jura setzte sich der im Keuper begonnene Meeresvorstoß in zwei Transgressionsphasen im Lias alpha und Lias gamma fort. Die spätere Phase im Lias gamma führte zur Bildung eines bis zu 10 m mächtigen Eisenooliths. Über die Eifeler Nord-Süd-Zone war der Meeresraum verbunden mit der Saar-Nahe-Senke. Weiterhin abgelagert wurden bis zu 600 m Tonsteine. Heute noch erhalten sind Gesteine des Lias nördlich der Linie Kleve – Wesel, dort besonders im Bislicher Graben und westlich von Roermond. Im Mechernicher Triasdreieck sind Lias-Schichten aus einem isolierten Vorkommen südöstlich von Düren bekannt.
Aus dem Dogger sind in der nordöstlichen Bucht Ablagerungen bis in den unteren Dogger delta bekannt. Tektonische Hebungen einzelner Schollen führten im Oberjura zu einem Rückzug des Meeres und einer anschließenden weitgehenden Abtragung der vorher abgelagerten jurassischen Sedimente. Entlang von heute noch bestehenden Abschiebungen blieben auf der abgesunkenen Liegendscholle jurassische und triassische Ablagerungen erhalten. So ist für einige dieser Störungen belegt, dass sie mindestens bereits im Oberjura angelegt wurden, so etwa für die Feldbiss-Störung, die Nordoststörung des Rurgrabens (Peel-Störung) oder den Viersener Sprung.

### Kreide
In der Unterkreide setzten sich die festländischen Bedingungen aus dem Oberjura weitgehend fort. Nur in der nördlichen Niederrheinischen Bucht entstanden vom Valanginium zum Barremium wenige Meter marine Sande, Kiese und Tone. In der Oberkreide gehörte der Niederrhein zu zwei Meeresprovinzen, die durch das Krefelder Hoch in der Oberkreide dauerhaft getrennt blieben. Nordöstlich dieses Hochs reichte das Meer von Norden kommend bis an die Linie Duisburg – Wesel – Rhede. Mit zahlreichen Schichtlücken wurden bis ins Campan glaukonitische, kalkige Sande sedimentiert. Der Westen und Südwesten der Niederrheinischen Bucht geriet unter Einfluss einer Meeresstraße im belgischen Raum. Von dieser Meeresenge drang das Meer mehrfach nach Süd-Limburg, an den unteren Niederrhein und den Aachener Raum vor. Aus dem Raum Goch – Geldern sind 60 – 200 m mächtige Ablagerungen aus dem Turon bis Campan bekannt. Isoliert stehen zwei Maastrichtium-Vorkommen, aus der Bohrung „Niederwald 2“ bei Issum und „Wachtendonk 1“ bei Straelen. Auf dem Erkelenzer Horst erbohrt sind küstennahe Abfolgen des Campans und Maastrichtiums aus bis zu 120 m Kalk- und Sandsteinen, die bei Hückelhoven abschnittsweise im Brack- bis Süßwasser entstanden sind. Im Aachener Raum steht die Oberkreide zutage an. Insgesamt 340 m Sediment wurden vom Obersanton bis zum Maastrichtium beim transgressiven Übergreifen auf die eingeebneten Rumpfflächen von Hohem Venn und Eifel abgelagert. Entsprechend ihrer küstennahen Lage sind Schichtlücken häufig. Über den fluviatil-limnischen Hergenrather Schichten folgten die marinen Aachener Sande und die glaukonitischen Sande der Vaalser Schichten. Nach Schollenbewegungen im Campan lagerte auf ihnen konkordant der Zevenwegen-Kalk, auf diesem schließlich diskordant der Vylener Kalk. Die Abfolge der Kreidegesteine beschließen die Orsbacher Feuerstein-Kreide und der Vetschauer Kalk.

### Paläogen und Neogen
Ein wesentlicher Umschwung der Sedimentation erfolgte mit dem Beginn des Paläogens nicht. Im unteren Paläozän (Danium) wurden örtlich weiterhin marine Kalke sedimentiert (Hückelhovener Schichten). Erst mit dem vollständigen Rückzug der Meere aus der Niederrheinischen Bucht im mittleren Paläozän (Thanetium) dominierten Sande und Kiese das niederrheinische Tertiär (Brückerheide-, Antweiler Schichten). Tropisches Klima im Eozän mit jahreszeitlichem Wechsel von Regen- und Trockenzeiten führte zu einer tiefgründigen Verwitterung prä-eozäner Gesteine. In Flussauen entstanden erstmals Braunkohleablagerungen.
Angestoßen durch ein Einsinken des Viking- und Zentralgrabens in der Nordsee um über 1000 m ab dem Paläozän begann das dramatische Einsinken der Niederrheinischen Bucht im Oligozän. Es entstand ein neues Sedimentbecken, das sich in Oberflächengestalt und Bau deutlich von Eifel, Brabanter Massiv und Rechtsrheinischem Schiefergebirge abgrenzt. Wesentlichen Einfluss auf die Ablagerung hatten die Bruchschollentektonik, Schwankungen des Meeresspiegels und die Wassertemperatur.
Die ältesten Oligozän-Ablagerungen aus dem Rupelium sind die Ratheimer Sande und die Gereonsweiler Schichten. Ein Anstieg des weltweiten Meeresspiegels führte zu einem Nordseevorstoß und der Ablagerung von Meeressanden (Walsumer Schichten), gefolgt vom Ratinger Ton und den Lintforter Schichten. Im oberen Rupel verstärkten sich tektonische Bewegungen. Dabei zerbrach der Sedimentationsraum im Süden in die Kölner, die Erft- und die Rur-Scholle, im Norden in die Krefelder, die Venloer Scholle und den Zentralgraben. Im Siebengebirge, am Südostende der Bucht, führte ein Vulkanismus zu Tufferuptionen alkalibasaltischer, trachytischer und latitischer Zusammensetzung. Das Absinken der Niederrheinischen Bucht wurde begleitet von einem Rückgang des weltweiten Meeresspiegels um 150 m. Es beendete eine etwa 70 Mio. Jahre währende Phase hohen Meeresspiegelniveaus und wurde abgelöst von kurzfristigen Meeresspiegelschwankungen. Die Konsequenz war eine Abfolge aus marinen Sanden bei hohem Meeresspiegelstand und terrestrischen Silten, Tonen und Braunkohleflözen bei sinkendem Meeresspiegel im oberen Oligozän (Chatt). Die Verlandungssedimente (Kölner Schichten, Unterflözgruppe) wurden von einem Vorläufer der Sieg transportiert, während die Grafenberger Schichten die nördlich vorgelagerten, marinen Ablagerungen repräsentieren. Im späten Chatt überflutete das Meer letztmals die gesamte Niederrheinische Bucht. Auslöser hierfür war ein Meeresspiegelanstieg um 100 m auf ein Niveau von 140 m über dem heutigen Ozeanstand, kombiniert mit einer schnellen Subsidenz des Beckens. Aufgrund von Meeressandresten in der Nordeifel ist eine marine Verbindung über den Mittelrhein und das Mainzer Becken mit dem Oberrheingraben im oberen Oligozän und untersten Miozän anzunehmen. Damit zeichnete sich erstmals die Anlage des heutigen Rheintales ab.
Vor 21 Mio. Jahren sank der Meeresspiegel um 50 m. Die im Süden der Bucht einsetzende Verlandung führte dort zur Ablagerung eines ersten regional zusammenhängenden Torflagers, des späteren Flözes Kerpen. Eine Kombination verschiedener Faktoren ermöglichte schließlich vor 18 Mio. Jahren im Burdigal (unteres Miozän) den Beginn der Entstehung eines mächtigen Torflagers, der Hauptflözgruppe (Ville-Schichten). Die Hebung des Rheinischen Schiefergebirges gegenüber seinem Vorland schwächte sich ab. Dies verringerte die Sedimentmengen, welche in der Bucht akkumulierten. Ein Fluss entwässerte die geschlossene Moorfläche über den Südwesten der Bucht und mündete am Westrand der Rur-Scholle in die Nordsee. Gleichzeitig erwärmte sich das Klima, die Wassertemperatur der Nordsee stieg auf bis zu 16 °C. Höhere Niederschläge sorgten für ein subtropisches Klima und ließen den Grundwasserspiegel steigen. Die Vegetation konnte großflächig Fuß fassen und Torf hinterlassen. Innerhalb von 10 Mio. Jahren entstanden so im Raum Bergheim ca. 270 m Torf, die sich später zum rund 100 m mächtigen Hauptflöz kompaktierten.
Auffällig ist, dass sich der variszische Faltenbau in der Verbreitung und Mächtigkeit der paläogenen und neogenen Sedimente – und damit auch der Braunkohle – widerspiegelt. So sank die Inde-Mulde im Neogen tiefer ein als die benachbarten Sättel. Die miozäne Torfmächtigkeit ist in der Rur-, Erft- und Kölner Scholle dort besonders groß, wo sie von der Inde-Mulde gequert werden. Zwei ausgeprägte, kurzzeitige Meeresrückzüge im Zeitraum von 17 bis 15 Mio. Jahren führten zu einer Verlandung und Torfakkumulation bis in die südliche Venloer Scholle und in die nördliche Rur-Scholle. Es entstanden die späteren Braunkohlenflöze Morken und Frimmersdorf a. Gleichzeitig wurden in der marinen Fazies die Neurather Sande abgelagert. Ein reicher Epi- und Endobenthos sowie ein merklicher Pyritgehalt bezeugen eine Wattenmeer-ähnliche Entstehung. Im späten Tortonium und Messinium (oberes Miozän) kühlte sich das Klima langsam ab, und es änderte sich die tektonische Situation. Die Niederrheinische Bucht sank verstärkt ein.

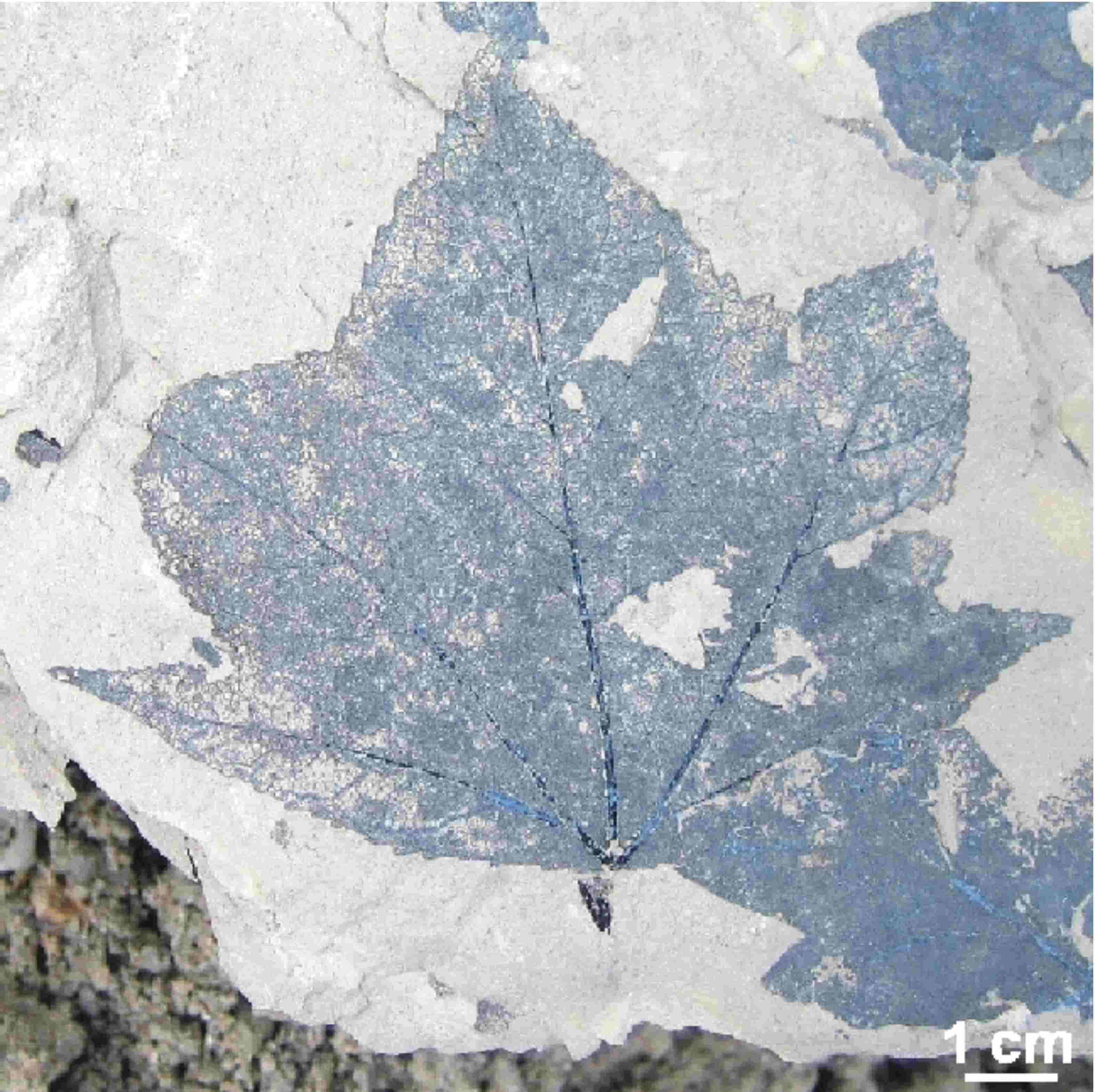
Fossiles Blatt des Amberbaumes Liquidambar lievenii.
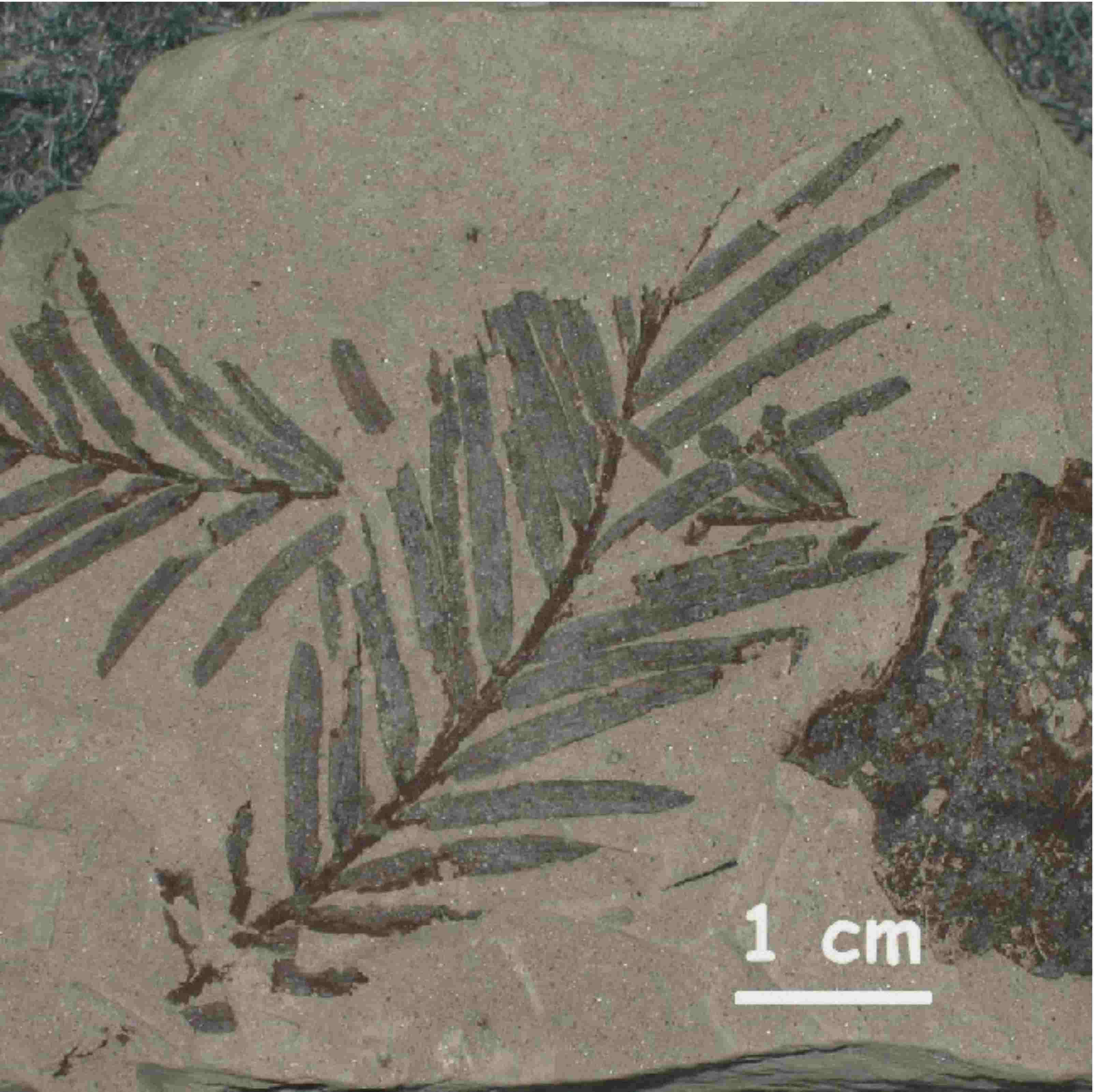
Fossiles Zweigende der Zypresse Taxodium dubium.
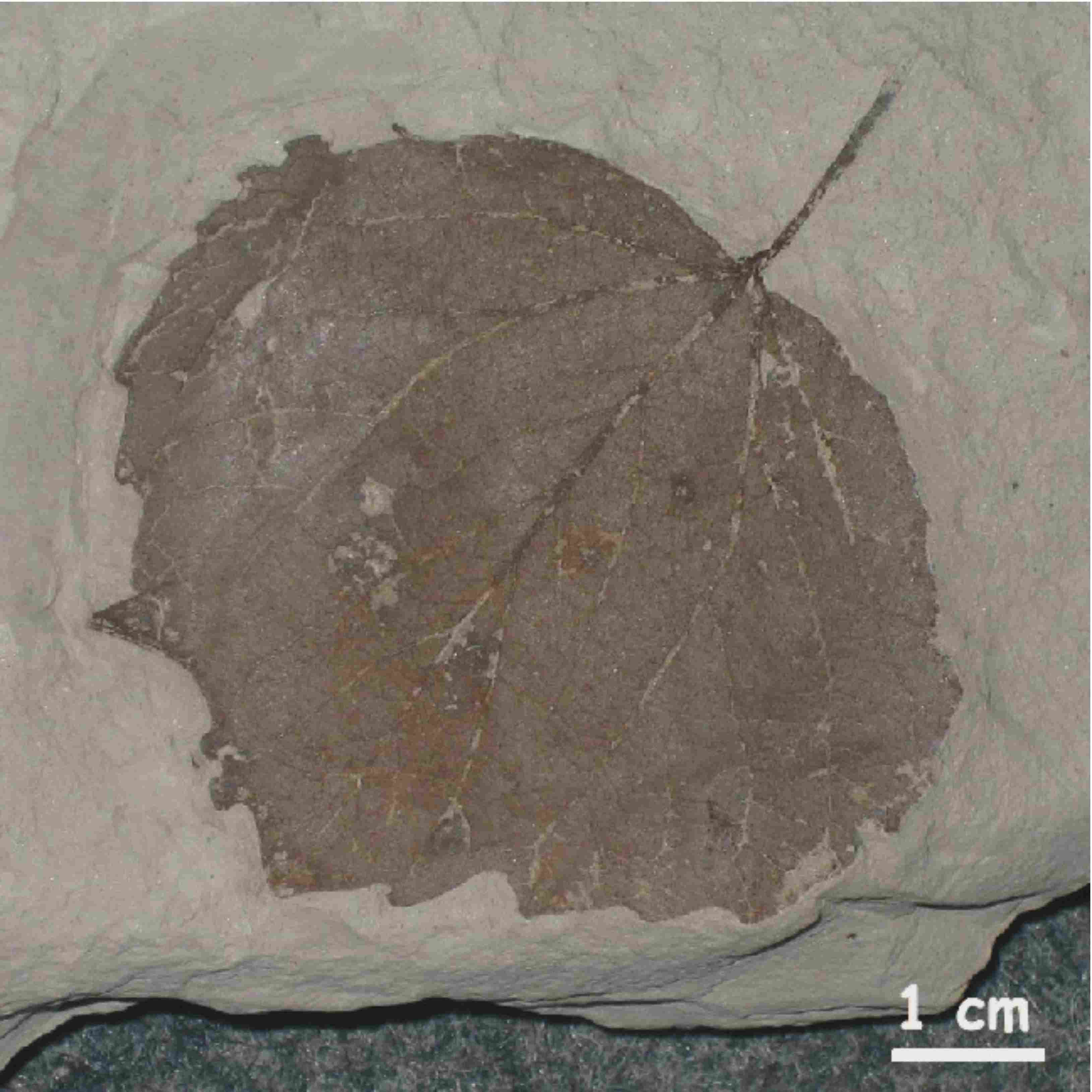
Fossiles Blatt der Pappel Populus crenata.
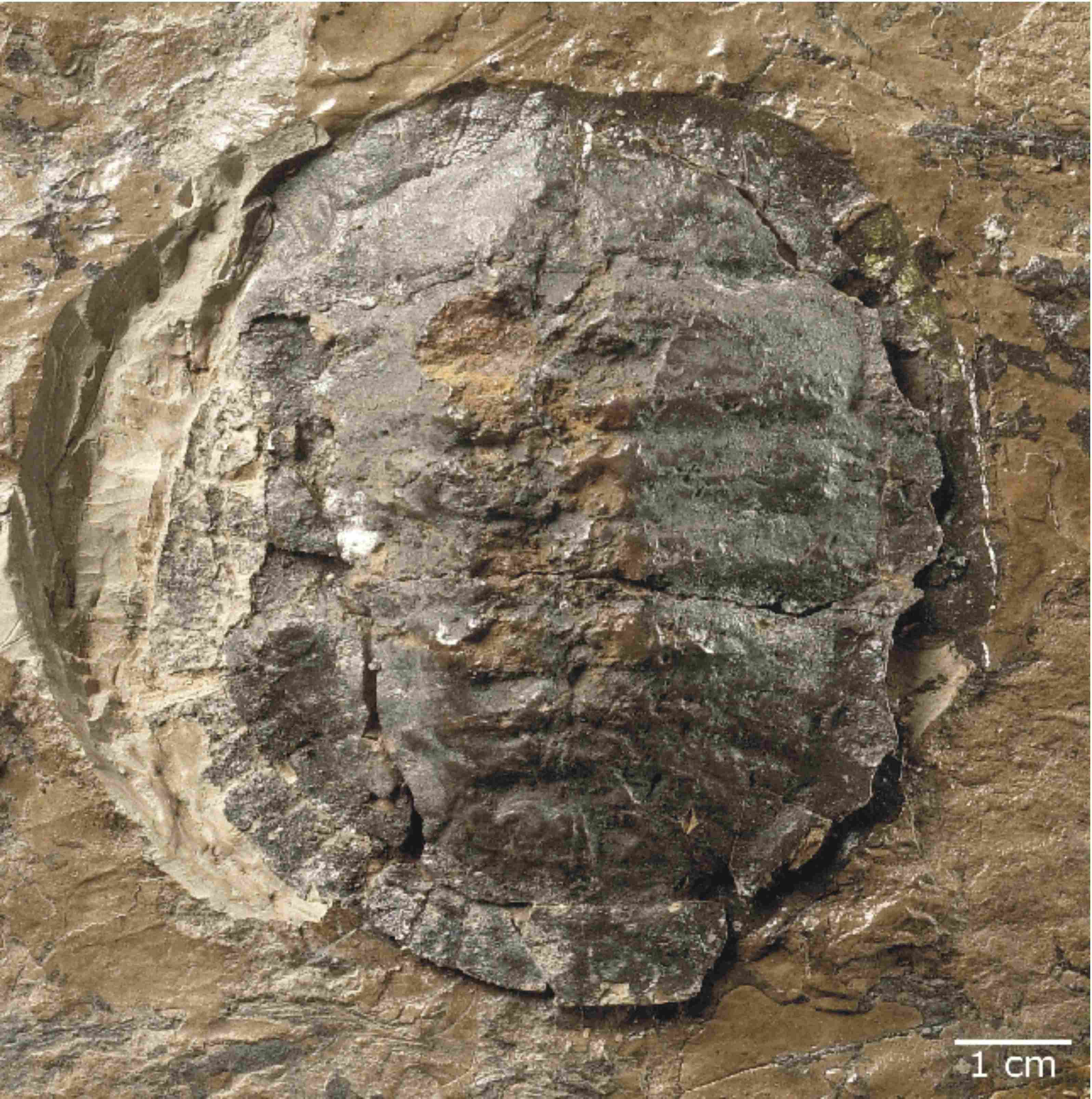
Sumpfschildkröte Clemmydopsis sp.
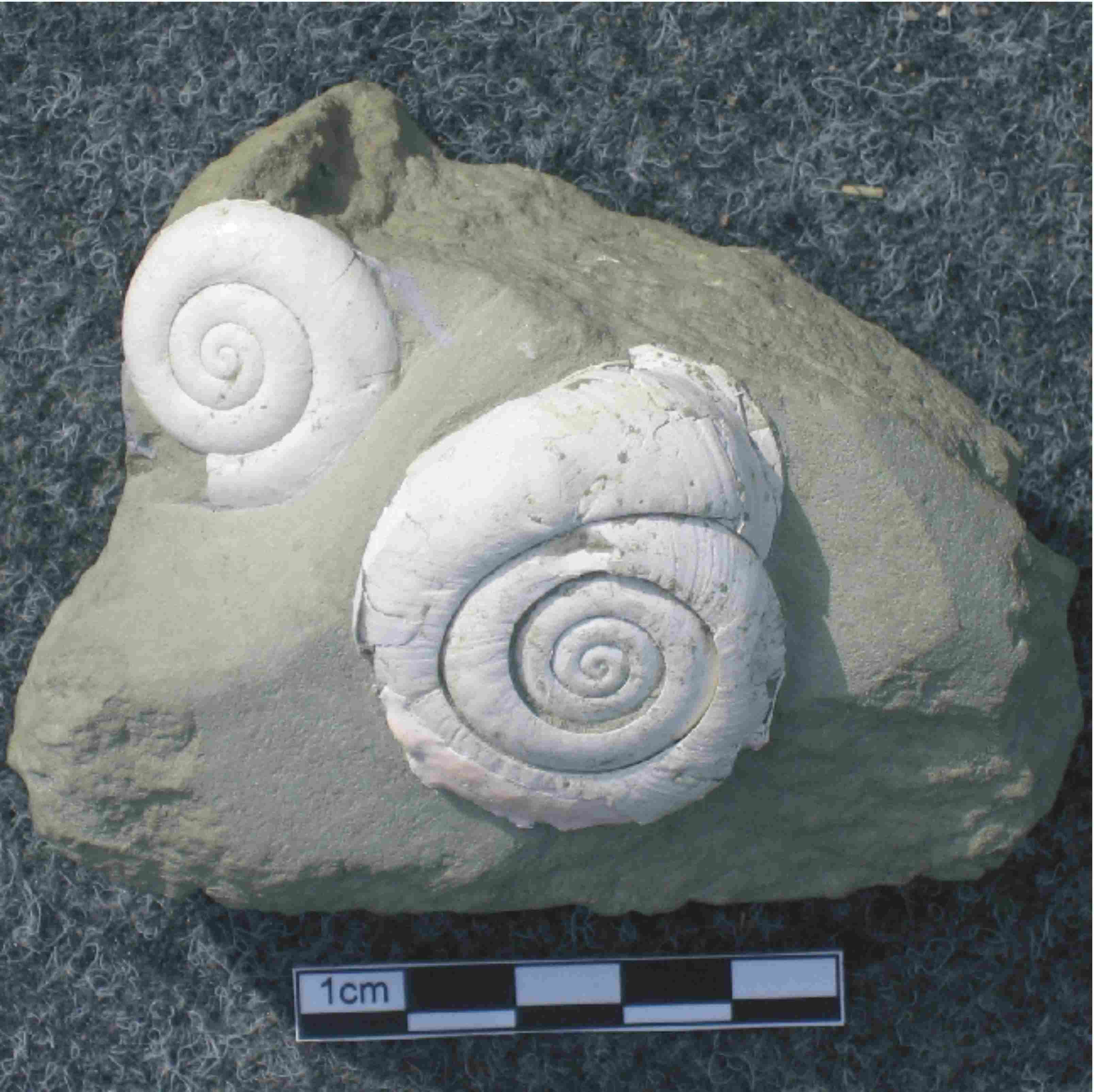
Fossile Landschnecken Mesodontopsis nehringi.

In der Folge stieg die Transportkraft der Flüsse; gleichzeitig verlagerte sich die Hauptentwässerung vom Westrand in das Zentrum der Bucht. Dort, im Bereich der größten Torfmächtigkeit, sank der Torf unter der Auflast der überdeckenden Sedimente besonders zusammen. Somit fallen die Regionen größter Braunkohlemächtigkeit und größter spätmiozäner Sedimentation zusammen. Im Süden der Bucht entstand letztmals ein größeres Braunkohleflöz, die Oberflözgruppe aus den Indener Schichten. Hauptflüsse waren der Rhein und die Maas. Im obersten Miozän war eine Verbindung zwischen Ober- und Niederrhein entstanden, die ein Entwässerungssystem von den Alpen in die Nordsee schuf. Erstmals gelangten Schotter und große Blöcke aus dem gesamten Rheinischen Schiefergebirge über den Rhein in die Niederrheinische Bucht. Diese Sedimente gehören zur Hauptkies-Serie. Ein kurzzeitiger Meeresanstieg im Pliozän ließ die Nordsee noch einmal bis an den unteren Niederrhein vorstoßen. Bei diesem verringerten hydraulischen Gefälle wurden in der Bucht über dem Hauptkies in einer Seenlandschaft Tone abgelagert, die Rotton-Serie. Über ihr folgte, in gemäßigtem Klima, die Reuver-Serie.

### Quartär
Schon im Tertiär vor 12 Mio. Jahren begann die Vereisung der Antarktis. Diese Klimaverschlechterung setzte auf der Nordhalbkugel deutlich verzögert ein. Sie ist an einem Floren- und Faunensprung zu erkennen, der die Grenze vom Neogen (Pliozän) zum Quartär (Pleistozän) markiert. Das Pleistozän ist gekennzeichnet durch einen häufigen Wechsel zwischen Kalt- und Warmzeiten. Der Meeresspiegel lag in den Kaltzeiten um etwa 100 m unter dem rezenten Niveau. Weite Teile des heutigen Kontinentalschelfs fielen trocken. Die Flusstäler verfügten über ein hohes Gefälle. Ihre Wasserführung unterlag starken jahreszeitlichen Schwankungen. Die höchsten Abflussmengen traten im Frühjahr zur Schneeschmelze auf und waren in der Lage, große Sedimentmengen zu transportieren. Diese Faktoren ließen ein verwildertes Flusssystem entstehen.
Der Rhein spaltete sich bei Eintritt in die Niederrheinische Bucht in mehrere Hauptströme, die in diesem Becken großflächig grobklastische Sedimente ablagerten. So entstanden im Altpleistozän die Älteren und Jüngeren Hauptterrassen. Senkungsbewegungen hielten an. Es kam vor allem zu Vertikalversätzen an Störungen, Horizontalbewegungen haben einen deutlich geringeren Anteil. Im Süden der Bucht sind Quartärsedimente um bis zu 80 m vertikal gegeneinander versetzt, im Norden sind am Viersener Sprung bei Süchteln Absenkungen von 40 m nachgewiesen. Vor etwa 800.000 Jahren nahm die Hebung des Rheinischen Schiefergebirges zu. In der Rheinischen Masse schnitten sich in die Plateautäler der Hauptterrassen die heutigen Engtäler des Rheins und seiner Nebenflüsse ein. Die Hebung der Rheinischen Masse während der Ablagerung der Hauptterrassen (Plateautalstadium) betrug 7 cm/ka und erreichte während des anschließenden Engtalstadiums (beginnend vor 800.000 Jahren) eine Hebung von 16,5 cm/ka. Daraus resultiert allein für die letzten 800.000 Jahre eine Hebung des Rheinischen Schiefergebirges von bis zu 132 m. Die Kölner- und Krefelder Scholle der Niederrheinischen Bucht hatten Teil an dieser Hebung. Damit wurde der Ablagerungsraum des Rheins auf den Beckenteil östlich der Ville beschränkt.
Mit dem Beginn der Saale-Kaltzeit vor 240.000 Jahren geriet der Norden der Niederrheinischen Bucht unter Eisbedeckung. Aus Skandinavien über die Münsterländer Bucht stießen im Drenthe-Stadium der Saale-Kaltzeit die Gletscher bis in den Raum Nimwegen-Goch-Krefeld-Düsseldorf vor. Die Gletscher hinterließen Geröll in Form von Endmoränen und Stauchmoränen, die heute den Niederrheinischen Höhenzug bilden. Zu letzterem gehört der Hülser Berg. Das periglaziale Klima führte zu ausgedehnten Dauerfrostböden, die bis zum Ende der Weichsel-Kaltzeit am Niederrhein existierten. Auf den flussfernen Hochflächen wurde in den Kaltzeiten ein äolisches Staubsediment abgelagert, der Löß. Auf dem Löß bildete sich im Interstadial Tundrengley. Während der Warmzeiten entstand Parabraunerde, bei höheren Windgeschwindigkeiten Sandlöß. Der Löß ist am Niederrhein durchschnittlich 1–2 m mächtig. Die Löß-Sedimentation der Weichsel-Kaltzeit erfolgte in drei Phasen, unterbrochen von Bodenbildungen während zweier Interstadiale. Die ersten beiden weichselzeitlichen Lößbildungen fallen ins Frühglazial, die letzte und größte Bildung ins Hochglazial.
Während der jungpleistozänen Weichsel-Kaltzeit vor 127.000 bis 10.500 Jahren schnitten sich die Flüsse in die älteren Terrassenkörper ein und schotterten die Ältere und Jüngere Niederterrasse auf. Zum Ende der Weichsel-Kaltzeit kam es im Süden der Niederrheinischen Bucht zu einem erneuten Aufleben vulkanischer Aktivitäten. Die vulkanische Asche des vor 11.000 Jahren bei Maria Laach ausgebrochenen Vulkans lässt sich dabei als Laacher-See-Tephra in den quartären Sedimenten als Leithorizont bis nach Südschweden nachweisen und erlaubt somit eine exakte Datierung der Sedimente.
Nach dem Ende der Weichsel-Kaltzeit setzte mit dem Holozän (Beginn vor 10.500 Jahren) eine Warmzeit ein. Das Flusssystem zeigte im Präboreal und Boreal sowohl bereits warmzeitliche, mäandrierende als auch noch kaltzeitliche, verwilderte Elemente. Vom Atlantikum über das Subboreal bis in den rezenten Abschnitt des Holozäns, das Subatlantikum, kam es zu insgesamt acht Transgressionen. Um 800 n. Chr. war der heutige Meeresspiegel erreicht.

## Erdbeben
Die bruchtektonische Absenkung der Niederrheinischen Bucht setzte und setzt sich im Holozän bis heute fort. Messungen auf der Rur-, Erft- und Kölner Scholle ergaben für den Zeitraum 1933 bis 1952 Senkungen um 1 bis 2,5 mm/a. 10 % der tektonischen Bewegungen erfolgen in der Niederrheinischen Bucht in Form von Erdbeben, etwa alle vier Monate mit einer Stärke von 2 auf der Richter-Skala. Die Herdtiefen liegen zwischen 6 und 18 km. Das Erdbeben von Roermond, das seit dem Erdbeben bei Düren 1756 schwerste Beben in der Niederrheinischen Bucht, ereignete sich am 13. April 1992. Es hatte sein Epizentrum 4 km südwestlich von Roermond in 17 km Tiefe am Peel-Randbruch (deutsch: Rur-Randsprung) und war mit einer Magnitude von 5,9 überregional spürbar.
Im Oktober 2020 unterrichtete das Bundesministerium des Innern den Deutschen Bundestag über ein analysiertes Szenario zu den „Auswirkungen eines Erdbebens in der Niederrheinischen Bucht, insbesondere mit den Auswirkungen im Bereich der Großstadt Köln“ (Drucksache 19/23825). Diese Risikoanalyse beschrieb detailreich die voraussichtlichen Auswirkungen eines Erdbebens „mit einer Momentmagnitude von 6,5 Mw am Erftsprung in der Niederrheinischen Bucht, westlich von Köln“. Es handele sich um eine Studie darüber, „womit bei Eintreten des hier angenommenen Erdbebenereignisses in Deutschland aus Sicht des Bevölkerungsschutzes zu rechnen ist“.

## Gewinnung der Braun- und Steinkohle im Rheinland

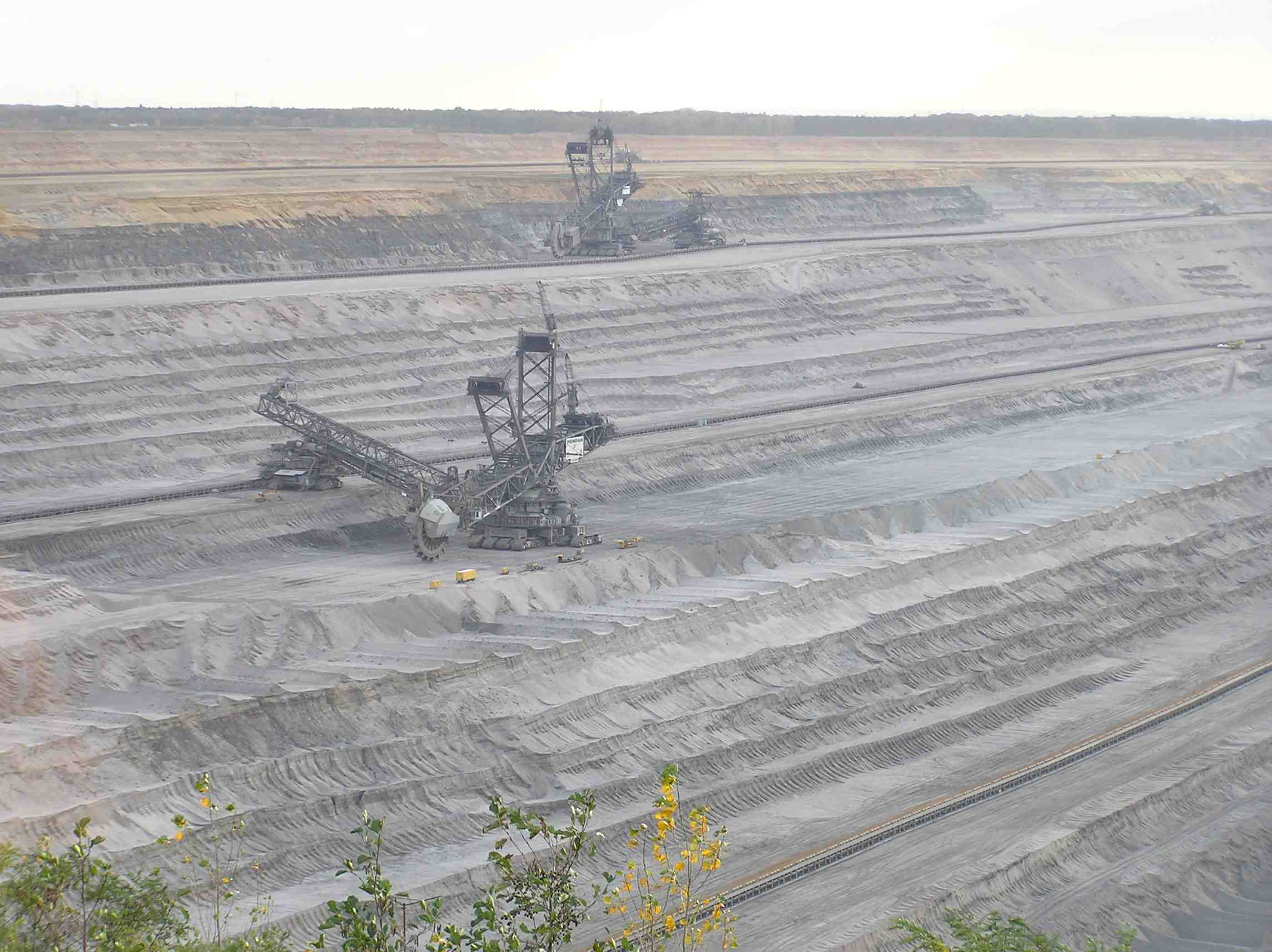
Förderung von quartärem und tertiärem Deckgebirge, welches über der Braunkohle liegt. Zwei Schaufelradbagger im Tagebau Hambach, Oktober 2006.

Abbauwürdige Braunkohle befindet sich im Süden der Niederrheinischen Bucht im Rheinischen Braunkohlerevier, in einem 4.000 km2 großen Dreieck zwischen Köln, Aachen und Mönchengladbach. Lokal wurde dort Braunkohle bereits seit dem 17. Jahrhundert gewonnen. Industriell wird die Braunkohle hier im Tagebau seit dem Ende des 19. Jahrhunderts gefördert. Sie erlangte für die Gewinnung von preiswerter heimischer Energie und ganz besonders auch für die energieintensive chemische Industrie eine immer größere Bedeutung. Heute wird aus der rheinischen Braunkohle etwa 15 % des jährlichen deutschen Strombedarfes gedeckt. Dieses geschieht heute in drei Tagebauen, dem Tagebau Garzweiler, dem Tagebau Hambach und dem Tagebau Inden.
Die Gewinnung von Steinkohle aus dem Untergrund der Niederrheinischen Bucht erfolgte zunächst an den Rändern des Senkungsgebiets im Südwesten der Bucht. Steinkohlenabbau im Aachener Revier, im Inde-Revier und im Wurmrevier ist seit dem 14. Jahrhundert bekannt. Ebenso wie im Ruhrgebiet schritt die Förderung immer weiter nach Norden fort, wobei die Überdeckung der flözführenden Schichten durch jüngere Schichten immer weiter zunahm. Dies machte den Abbau unwirtschaftlich. Die Steinkohleförderung endete mit der Schließung der Zeche Sophia-Jacoba im Jahre 1997.